# Tutuila átengedéséről szóló szerződés
A Tutuila átengedéséről szóló szerződés, más néven Tutuila átengedéséről szóló okirat egy 1900. április 17-én aláírt szerződés volt Tutuila szigetének több törzsfőnöke és az Amerikai Egyesült Államok között, amelyben a törzsfőnökök hűséget esküdtek az Egyesült Államoknak, és átengedték Tutuila szigetét, amely ma Amerikai Szamoa részét képezi. A 19. század végén megnőtt a verseny az Egyesült Államok, Németország és az Egyesült Királyság között a csendes-óceáni térség befolyásáért és ellenőrzéséért, amely a haditengerészeti támaszpontok stratégiai fontosságú helye volt. A második szamoai polgárháborúra 1898 és 1899 között került sor a magas rangú szamoai törzsfőnökök közötti konfliktusok, valamint Németország, az Amerikai Egyesült Államok és az Egyesült Királyság befolyása miatt a szamoai szigetek feletti ellenőrzésért. Az 1899-es háromoldalú egyezmény véget vetett a második szamoai polgárháborúnak, amelyet az Egyesült Államok, az Egyesült Királyság és a Német Birodalom írt alá, felosztva a szamoai szigeteket német és amerikai ellenőrzés alatt. A Szamoai-szigeteken politikai instabilitás és a rivális törzsfőnökök közötti konfliktus is tapasztalható volt. 1900. április 17-én a térségben tartózkodó amerikai képviselők felvették a kapcsolatot a helyi törzsfőnökökkel, hogy meggyőzzék őket a terület Amerikai Egyesült Államoknak való átengedésének előnyeiről. A törzsfőnökök beleegyeztek, és a szerződést hivatalosan 1900. április 17-én írták alá Pago Pagóban Gagamoe területén. Az első amerikai zászlót még aznap felvonták a fagatogói Sogelau-hegyen. 1929-ben Az Amerikai Egyesült Államok Kongresszusa ratifikálta a szerződést az 1929-es ratifikációs törvénnyel, amely hivatalosan is beemelte Tutuilát a mai Amerikai Szamoa területébe. Ez a szerződés jelentette Amerikai Szamoa mint amerikai terület kezdetét. Kezdetben az amerikai haditengerészet kormányozta a szigetet több mint ötven évig, mielőtt a terület önkormányzóvá vált. Amerikai Szamoa továbbra is az Egyesült Államok nem bejegyzett területe.
Szamoa legkorábbi lakói már i. e. 1500-ban megérkeztek, és történelmében olyan jelentős események szerepelnek, mint John Williams misszionárius érkezése az 1830-as években, valamint jelentős kölcsönhatások az európai és amerikai kereskedőkkel. Az idegen hatalmak bevonása gyakran vezetett konfliktusokhoz és politikai változásokhoz, amelyek a modern Amerikai Szamoát formáló szerződésekben csúcsosodtak ki.
Tutuila mataijai (helyi főnökei) átengedték a szigetet az Amerikai Egyesült Államoknak, majd 1904-ben Manu'a, 1925-ben pedig Swain Island (amely nem szerepelt Tutuila és Manu'a eredeti szerződéses átengedésében, hanem évtizedekig magántulajdonban volt, majd az Egyesült Államok annektálta és az 1925-ös Swains Island Act által ratifikált Amerikai Szamoához csatolta). Kezdetben az amerikai haditengerészet irányította Amerikai Szamoa területét 1951-ig, amikor a hatáskör átkerült a belügyminisztériumhoz. Amerikai Szamoa 1967-ben fogadta el saját alkotmányát, amelyet a belügyminiszter hagyott jóvá, és 1977-ben tartotta első alkotmányos választásait. Más amerikai területek állampolgáraitól eltérően az amerikai szamoaiak amerikai állampolgárok, de nem szavaznak a szövetségi választásokon és nem fizetnek szövetségi adót.

## Fordítás
- Ez a szócikk részben vagy egészben  a   Treaty of Cession of Tutuila című angol Wikipédia-szócikk ezen változatának fordításán alapul.  Az eredeti cikk szerkesztőit annak laptörténete sorolja fel. Ez a jelzés csupán a megfogalmazás eredetét és a szerzői jogokat jelzi, nem szolgál a cikkben szereplő információk forrásmegjelöléseként.